# Verão

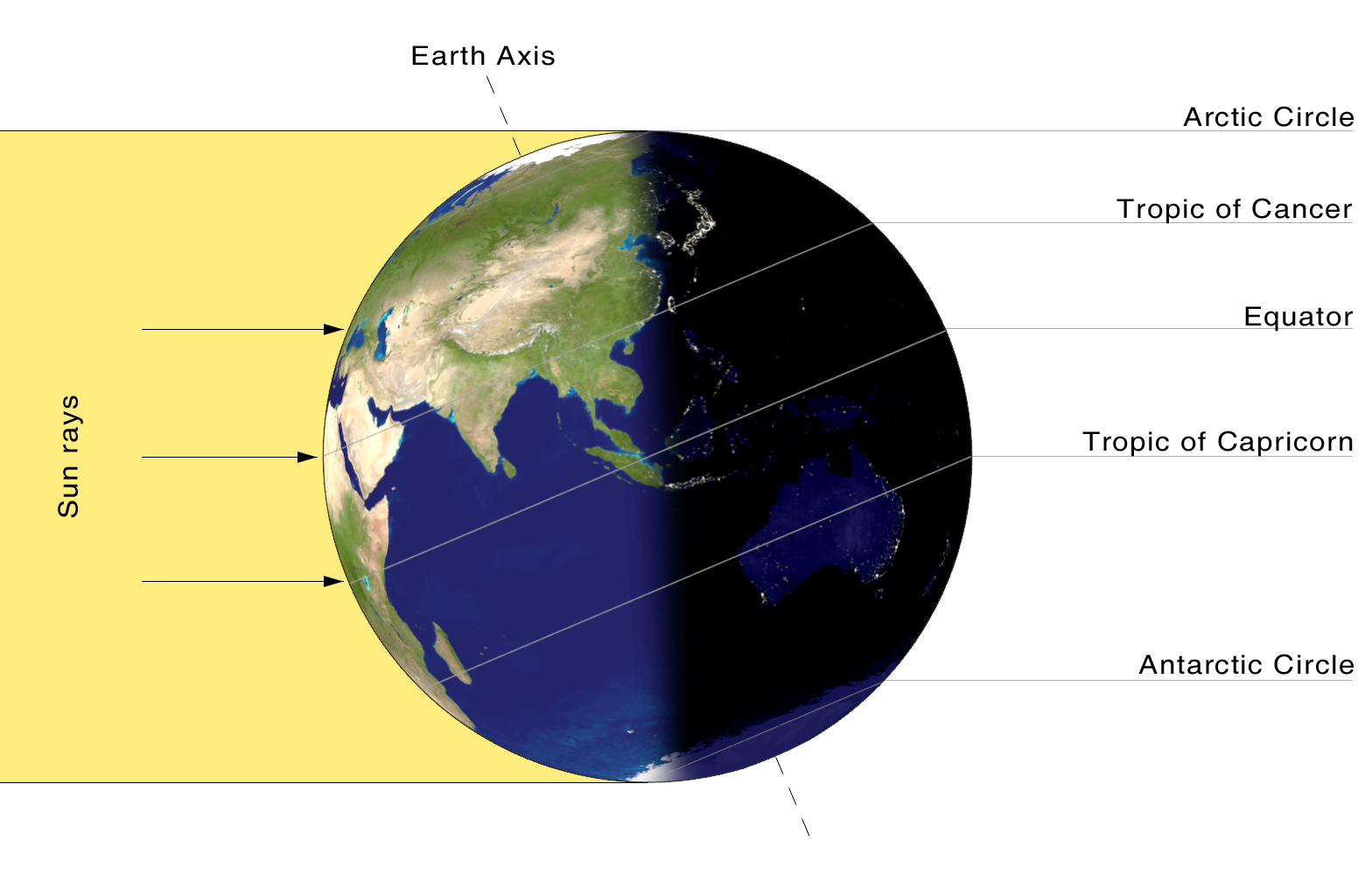
Solstício de verão no hemisfério norte. (21 de junho)

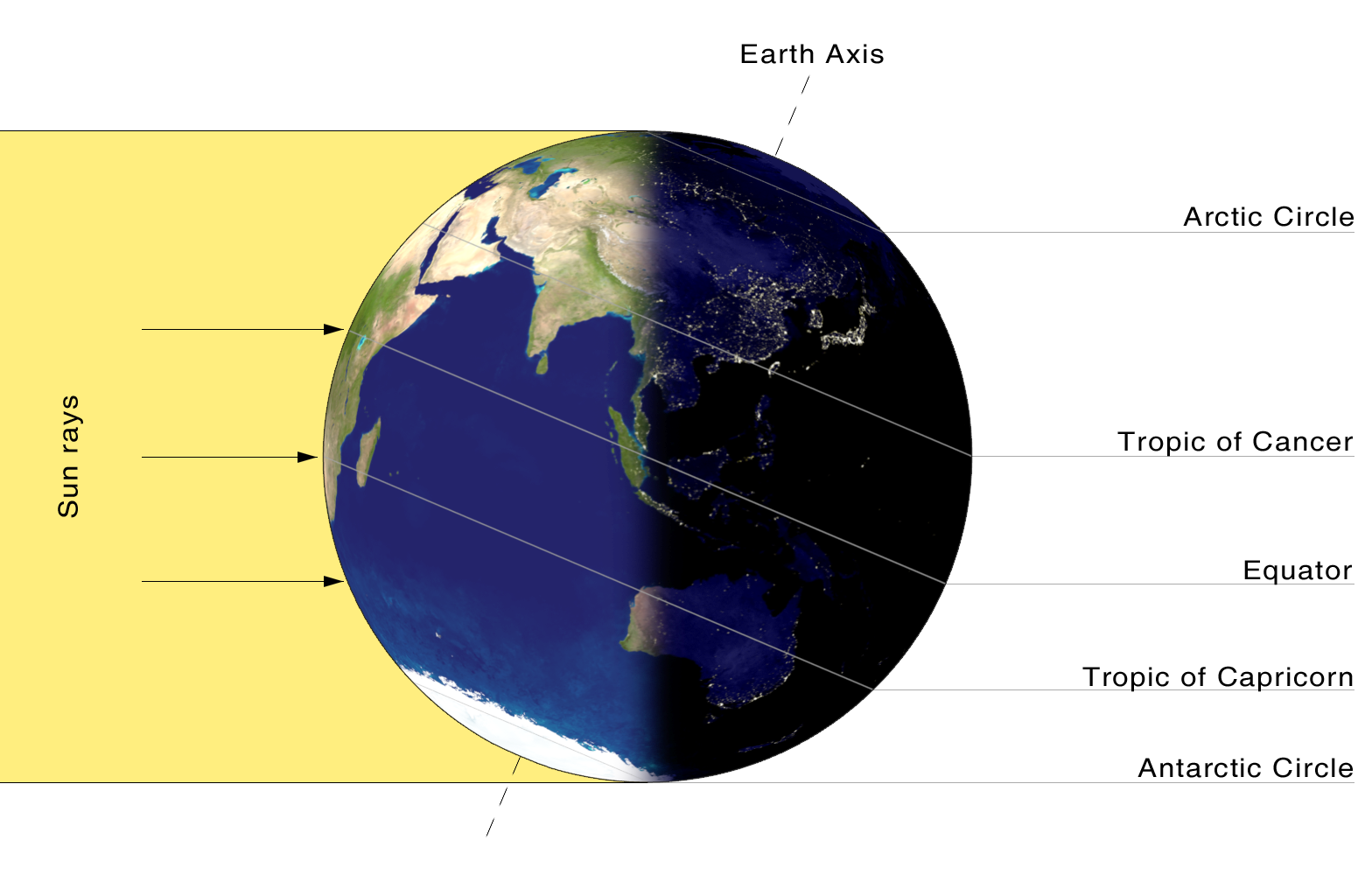
Solstício de verão no hemisfério sul. (21 de dezembro)

O verão (AO 1945: Verão) (da expressão latina vulgar veranum tempus, "tempo primaveril") é uma das quatro estações do ano, caracterizada por ser a estação mais quente. Neste período, as temperaturas permanecem elevadas e os dias são mais longos do que os dias das outras estações. Geralmente, o verão é também o período do ano reservado às férias.
O verão do hemisfério norte é chamado de "verão boreal", e o do hemisfério sul é chamado de "verão austral". O "verão boreal" tem início com o solstício de verão do hemisfério norte, que acontece cerca de 21 de junho, e termina com o equinócio de outono nesse mesmo hemisfério, por volta de 23 de setembro. O "verão austral" tem início com o solstício de verão do hemisfério sul, que acontece cerca de 21 de dezembro, e finda com o equinócio de outono, por volta de 20 de março nesse mesmo hemisfério.
O verão é a época mais quente do ano e a duração do sol está no auge em correlação com os dias mais longos do ano
Nos tempos primitivos, era comum dividir o ano em cinco estações, sendo o verão dividido em duas partes: o verão propriamente dito, de tempo quente e chuvoso (geralmente começava no fim da primavera), e o estio (da expressão latina tempus aestivum, "tempo de forte calor"), de tempo quente e seco, palavra da qual deriva o termo "estiagem". Atualmente, usa-se o termo "estio" para um período de seca e também como um sinônimo para verão.